# Józef Wybicki

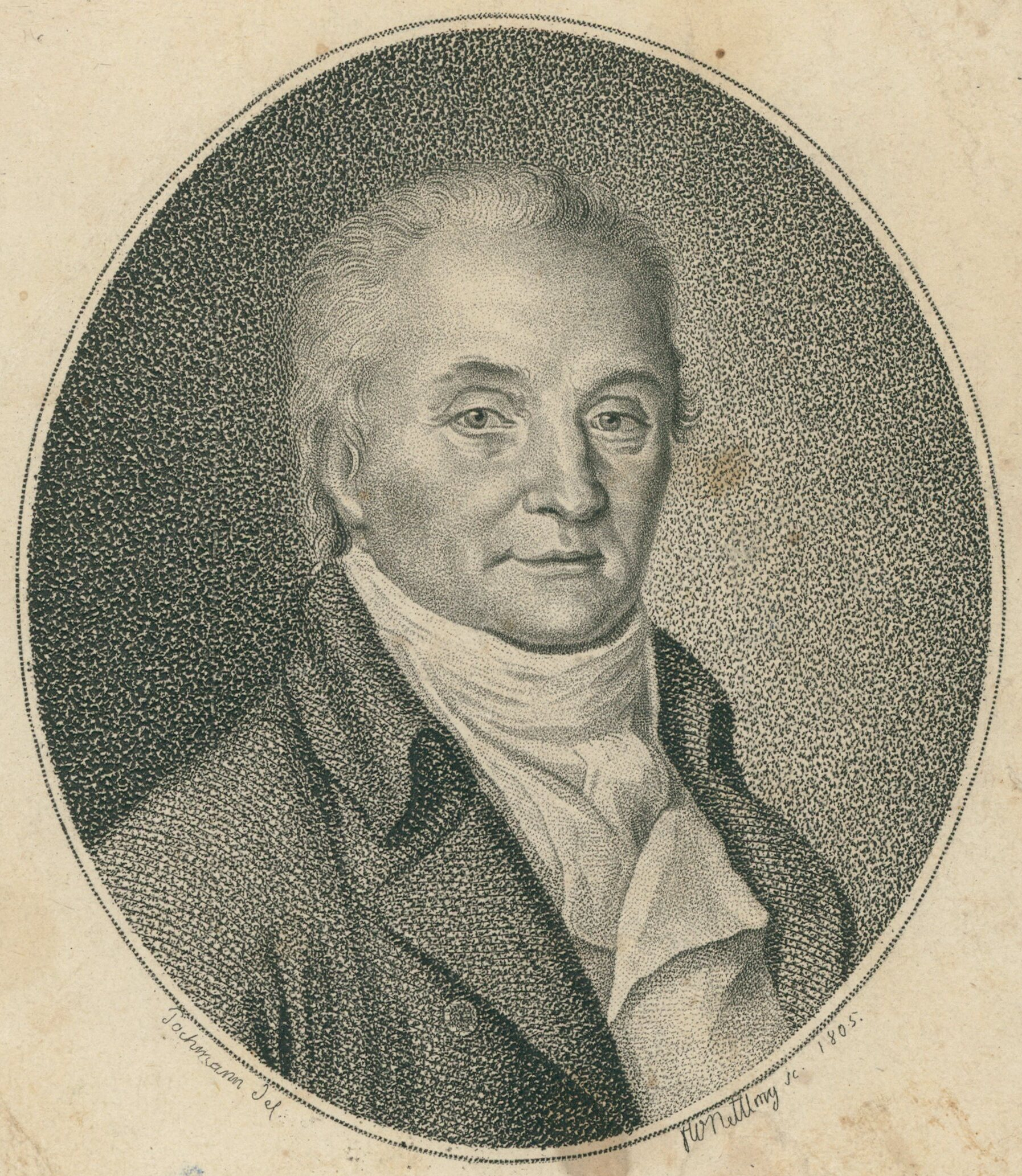
Józef Wybicki

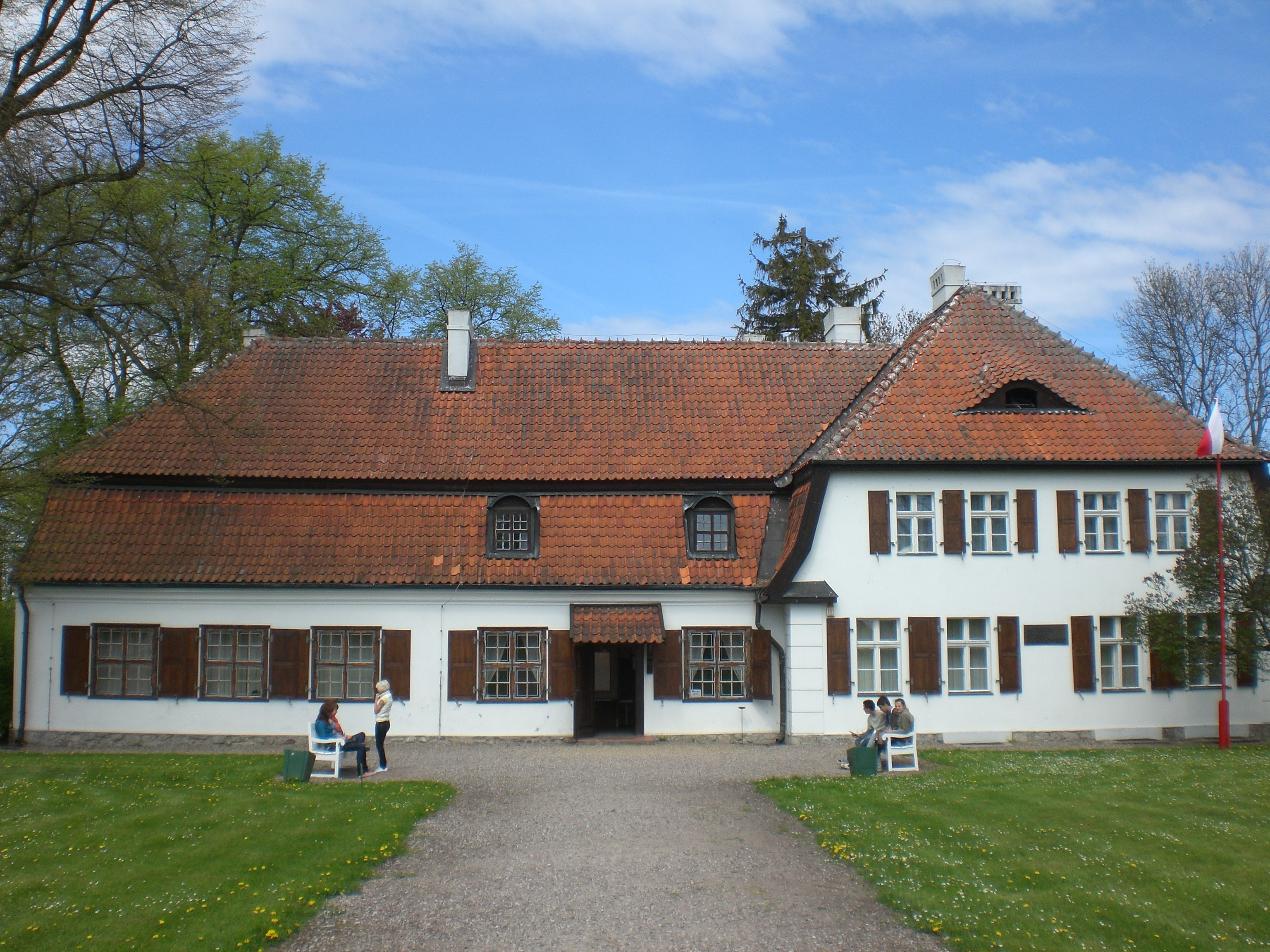
Gutshaus Groß Bendomin

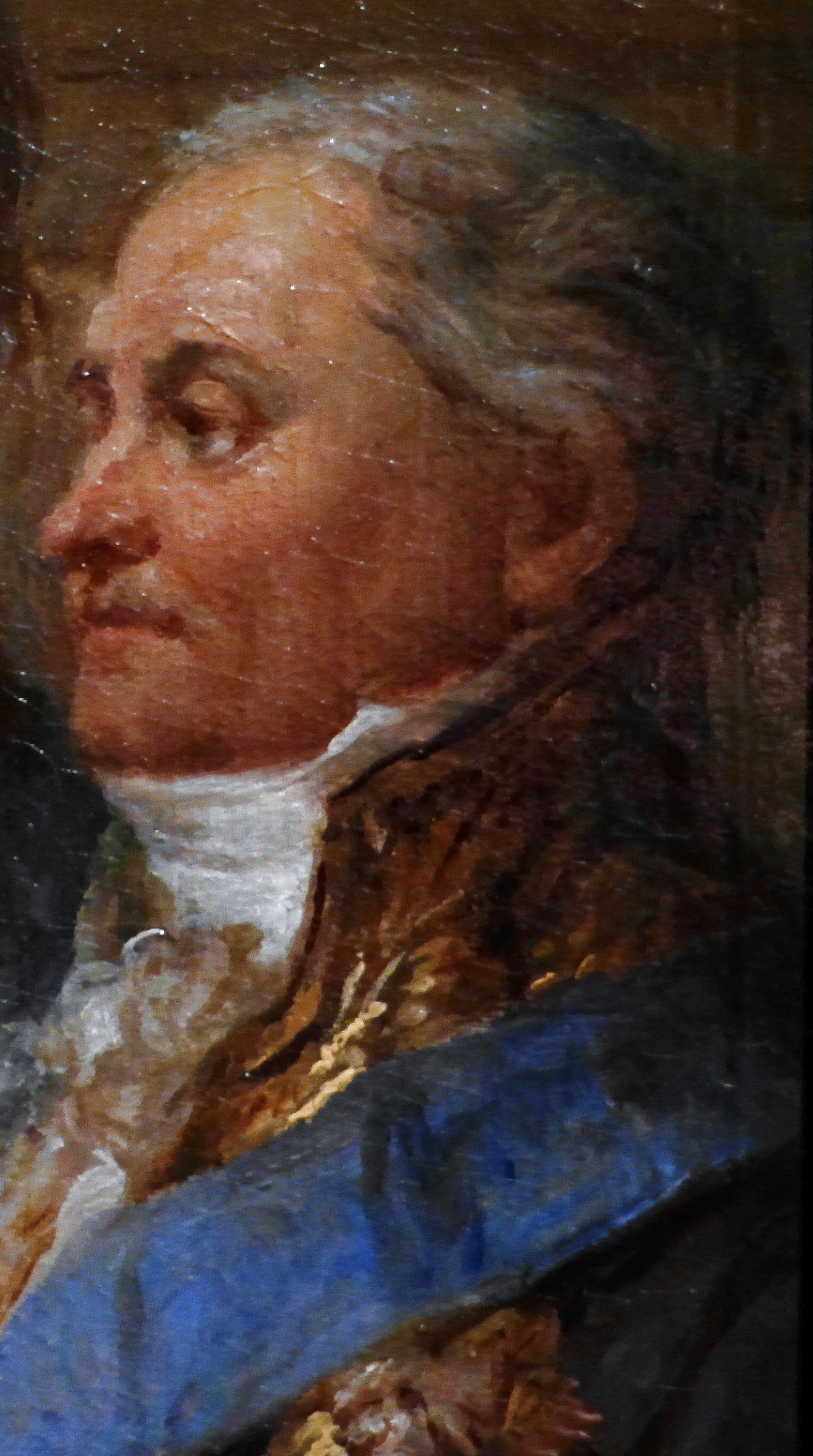
Józef Wybicki (1811)

Józef Rufin Wybicki (* 29. September 1747 in Groß Bendomin bei Berent, Preußen Königlichen Anteils; † 19. März 1822 in Manieczki bei Schrimm, Provinz Posen) war ein kaschubisch-polnischer Politiker und Schriftsteller.
Sein Vater Piotr Wybicki war ein Anhänger von König Stanisław Leszczyński. Józef hatte acht Geschwister, von denen fünf den geistlichen Beruf wählten (vier Nonnen, ein Priester). 
1755 trat er in das Jesuiten-Kolleg von Altschottland bei Danzig ein. Mit Unterstützung einiger Verwandter schlug er danach zunächst die juristische Karriere ein, wobei er unter anderem als Praktikant am königlichen Gerichtshof in Posen agierte. 1767 wurde er auf dem Landtag von Graudenz als Abgeordneter in den Sejm gewählt, wo er sogleich zum Kreis der späteren Konföderation von Bar gehörte, die Polen gegenüber dem Russischen Reich stärken wollten. Er votierte öffentlich gegen die Pläne Repnins zur Stärkung des russischen Einflusses und musste daraufhin aus Warschau fliehen. 
In den 1770er Jahren gehörte er zum Reformlager um König Stanisław August Poniatowski, unter anderem als Mitarbeiter bei den Justiz- und Bildungsreformen. Ab 1784 gehörte er erneut dem Sejm an und beteiligte sich nach der Zweiten Teilung Polens 1793 am Kościuszko-Aufstand, der fehlschlug; die Folge war die Dritte Teilung Polens. 1795, nach dem Ende des polnischen Staates, emigrierte er – wie viele Reformer – nach Frankreich und ließ sich zunächst in Paris nieder, bevor er sich nach Italien (wo er an der Aufstellung der Polnischen Legionen mitwirkte) und später nach Dresden begab. 
1807 spielte er als Mitglied der Provisorischen Regierungskommission eine bedeutende Rolle bei der Entstehung des Herzogtums Warschau von Napoléons Gnaden. Nach 1813 setzte er verstärkt auf die russische Karte und war von 1817 bis 1820 Vorsitzender des Verfassungsgerichts im russischen „Königreich Polen“.
Neben seiner politischen Karriere betätigte sich Wybicki auch als Schriftsteller. Er verfasste Gedichte, Theaterstücke und Opernlibretti. Bis zum heutigen Tage berühmt ist er wegen seines Textes zum 1797 entstandenen Lied Noch ist Polen nicht verloren („Jeszcze Polska nie zginęła“), der heutigen polnischen Nationalhymne.
Posthum erschienen im Jahre 1840 seine Erinnerungen Mein Leben („Życie Moje“).